# Dante Fulvio Lazzari
Dante Fulvio Lazzari (ur. 1964 w Cremonie) – włoski lutnik.

## Życiorys
W latach 1978–1982 uczył się w Międzynarodowej Szkole Lutniczej w Cremonie (u Primo Pistoniego i Gio Batty Morassiego). Równocześnie uczęszczał na kurs rzeźby u Pierro Ferraroniego. Szkołę ukończył ze złotym medalem dla najlepszego ucznia i w 1983 rozpoczął pracę jako lutnik. Od 1985 prowadzi zakład lutniczy w Cremonie, a jego partnerami biznesowymi są Marcello Ive i Dario Occhipinti. Specjalizuje się w klasycznym stylu cremońskim. Od 1996 naucza lutnictwa w Międzynarodowej Szkole Lutniczej w Cremonie. Instrumenty, które wytwarza przeznaczone są dla szczególnie wymagających klientów i jest ich niewiele, ponieważ charakteryzują się wyjątkową precyzją wykonania.
Zasiadał w jury XI Triennale w Cremonie (2006). W 2016 był jurorem na XIII Międzynarodowym Konkursie Lutniczym im. Henryka Wieniawskiego w Poznaniu.

## Nagrody
- II miejsce i srebrny medal w kategorii skrzypiec i wiolonczeli na IV Triennale w Cremonie (1985)
- Złoty Medal Fundacji im. W. Stauffera
- wyróżnienia w kategorii skrzypiec i altówki na VII Międzynarodowym Konkursie VSA w Portland (1986)
- nagroda Berta oraz złoty medal na I Krajowym Konkursie Lutniczym w Baveno (1987)
- I nagroda w kategorii altówki na V Triennale w Cremonie (1988)
- srebrny medal w kategorii altówki na II Międzynarodowym Konkursie Lutniczym w Mittenwaldzie (1993)[1]